# Blindenbibliotheek
Een blindenbibliotheek is bedoeld voor mensen met een visuele beperking of een andere handicap waardoor ze niet zelfstandig kunnen lezen (bijvoorbeeld dyslexie). Blindenbibliotheken voorzien mensen met een leeshandicap van boeken, tijdschriften, kranten, bladmuziek en studieboeken in braille, voorgelezen op cd-rom (in Daisy-rom-formaat), via internet, in grootschrift enz.

## Nederland
De Nederlandse blindenbibliotheken zijn per 1 januari 2007 opgegaan in het Loket Aangepast-Lezen te Den Haag. Daarvoor hadden de Nederlandse Luister- en Braillebibliotheek (NLBB), de bibliotheek Le Sage ten Broek (LSB) en de Christelijke Bibliotheek voor Blinden en slechtzienden (CBB) een zogenoemd loket dienstverlening voor algemene lectuur. Het Centrum voor Gesproken Lectuur (CGL) te Grave had dit voor gesproken kranten en tijdschriften, de Studie- en Vakbibliotheek (SVB) in Amsterdam voor school- en studieboeken in aangepaste leesvormen. Alle vijf organisaties produceerden daarnaast hun producten in audio en/of braille.
De bibliotheekvoorziening voor blinden en slechtzienden werd in drie jaar tijd (2007-2009) hervormd en ondergebracht in het stelsel van de openbare bibliotheken, met uitzondering van de dienstverlening op het gebied van studie- en vakliteratuur. Dit beleid is neergelegd in de beleidsbrief van 21 november 2005 aan de Tweede Kamer.
Vanaf januari 2007 wordt het blindenbibliotheekwerk aangestuurd door de openbare bibliotheken en is Stichting Loket Aangepast-Lezen (sinds oktober 2015 onder de naam Bibliotheekservice Passend Lezen) het landelijke uitleenpunt voor het leveren van boeken, kranten, tijdschriften en andere documenten in aangepaste leesvorm. School- en studieboeken en bladmuziek blijven via Dedicon aan te vragen. Bij openbare bibliotheken werden door het hele land servicepunten opgericht.
Vanaf 1 september 2012 is het Loket Aangepast-Lezen verdergegaan als Stichting Aangepast Lezen met eenzelfde huisstijl als de openbare bibliotheken. Sinds oktober 2015 heet deze stichting Bibliotheekservice Passend Lezen. Dedicon, voortgekomen uit de productiefaciliteiten van de SVB, CGL, NLBB en LSB, is de grootste productieorganisatie. Zij produceert audio, braille, digitale producten en reliëfkaarten. Deze organisatie verzorgt tevens de loketfunctie voor school- en studieboeken en bladmuziek in aangepaste leesvormen. Daarnaast neemt de CBB een deel van de audio- en brailleproductie voor zijn rekening.

## België
- Vlaamse luister- en braillebibliotheek (openbaar initiatief)
- Vlaamse klank- en braillebibliotheek Licht en Liefde (vrij initiatief)

De twee bibliotheken zijn samengesmolten sinds 1 januari 2008, met als nieuwe naam "Luisterpuntbibliotheek".